# Frederick Bock
 (avril 2016).
Pour les articles homonymes, voir Bock (homonymie).
Le docteur Frederick Carl Bock Jr., né le 18 janvier 1918 dans le Michigan et mort le 25 août 2000 à Scottsdale, est un scientifique américain et un pilote de l'US Air Force durant la Seconde Guerre mondiale. Il participa au raid atomique contre Nagasaki le 9 août 1945 avec le B-29 The Great Artiste.

## Biographie
Né en 1918 à Greenville dans le Michigan, Frederick Bock est diplômé de l'Université de Chicago en 1939. À la déclaration de guerre, il entre dans l'US Air Force pour devenir pilote sur le front asiatique. Il mène des missions dans l'Himalaya et contre le Japon depuis la Chine.
Sélectionné par Paul Tibbets alors qu'il fait partie du 509e groupe de B-29, il est incorporé à la partie militaire du projet Manhattan en décembre 1944. Sous le grade de capitaine, il pilote le B-29 d'observation The Great Artiste durant la mission de bombardement atomique sur Nagasaki. Le bombardier qu'il pilotait normalement, Bockscar (la voiture de Bock), avait à son bord l'équipage de Charles Sweeney. Bockscar transporta depuis Tinian la bombe Fat Man qui fut larguée sur la ville japonaise le 9 août 1945.
Devenu major et décoré de la Distinguished Flying Cross, il retourna à Chicago pour poursuivre ses études en zoologie. Spécialisé dans la génétique et les statistiques, il développa des algorithmes pour la résolution de problèmes complexes dans divers instituts de recherche de l'Illinois. Il fut ensuite chercheur aux laboratoires Baxter Travenol et prit sa retraite en 1986.
Frederick Bock meurt en 2000 à Scottsdale, en Arizona, des suites d'un cancer.